# Некременне
Некременне́ (раніше Лучезарне) — село Олександрівської селищної громади Краматорського району Донецької області, Україна. У селі мешкає 456 людей.

## Історія
У березні 1919 в Некременне було піднято антибільшовицьке повстання. На ліквідацію повстання попрямував Олександрівський ревкому, міліція і окремі члени партії негайно виїхали в село, і в той же день повстання було придушене.
6 березня 1921 року повстанський отаман Савонова займає Некременне, тут його наздоганяє залишки 1-го зведеного полку і 19 кавполка. У селі зав'язується запеклий бій повстанці відступають на ст. Очеретине, втрачаючи під час бою 73 вбитими, 35 пораненими, 31 гвинтівку, 27 шашок, 22 коня з сідлами і 43 поранених коней.

## Відомі люди
- Щербак Дмитро Георгійович[2]

## Цікаві факти
Копчена слива по-некременськи відноситься до обласного переліку нематеріальної культурної спадщини Донеччини.